# Badlands

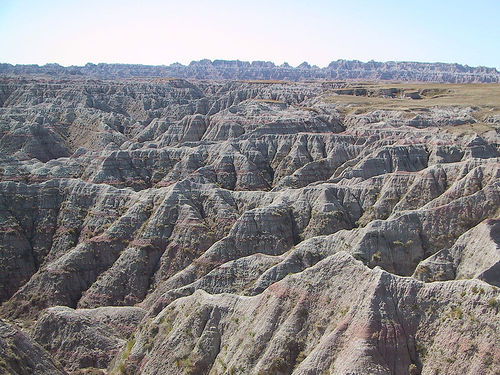
Badlands w Dakocie Południowej

Badlands, badlandy (z ang. dosłownie złe ziemie) – obszary wyżynne, głównie w strefie klimatu suchego i półsuchego, o ubogiej roślinności. Charakteryzuje je silne rozczłonkowanie (zwłaszcza w części krawędziowej) przez sieć głębokich wąwozów, powstających w wyniku procesu spłukiwania w czasie okresowych ulewnych deszczów. Działalność erozyjna wód opadowych w obrębie słabo scementowanego podłoża prowadzi również do powstania różnych izolowanych form terenu – ostańców, iglic, gór świadków i in. Niegościnność tych ziem, niekorzystne ukształtowanie powierzchni, słaba dostępność komunikacyjna i in. decydują o ograniczonych możliwościach ich zagospodarowania.
Przykładem badlands jest południowo-zachodnia część stanu Dakota Południowa, gdzie znaczną część takich obszarów objęto ochroną w granicach Parku Narodowego Badlands, a także w stanie Dakota Północna Park Narodowy Teodora Roosevelta.